# Adlerhielm
Adlerhielm var en svensk adelsätt.
Släktens stamfader Lorentz Hartman var enligt Anrep bördig från Mecklenburg och blev 1582 guldsmed och borgare i Stockholm där han gjorde sig en förmögenhet. Till hustru hade han Margareta Pedersdotter Skuthe, en syster till Peder Mattsson Stiernfelts andra hustru och dotter till borgmästaren i Linköping som förde tre snäckor i vapnet. Sedan hustrun blivit änka gifte hon om sig med Johan Adler Salvius som tog med sig sin styvson Lorentz Hartman d.y. på utrikes resor. Den senare blev sedan borgare i Stockholm som sin far, och gifte sig med Catharina Böckman. Deras son Johan Hartman var assessor i Svea hovrätt och var den ende manlige arvingen till riksrådet Salvius änka, varför han adlades år 1664. Vid adlandet fick han namnet Adlerhielm. Ätten introducerades samma år på nummer 732.
Johan Hartman Adlerhielm var gift med Birgitta Clerck nr 433, syster till Hans Clerck. Döttrarna gifte sig von der Osten genannt Sacken, Clerck nr 433, Breitholtz och Wolffelt. På svärdssidan fortlevde ätten med tygmästare Lars Adlerhielm vid Artilleriet i Finland. Han var gift två gånger. Första hustrun var en Klöfverskjöld, med vilken han fick en dotter som gifte sig med en kapten Nosskin. Hans andra hustru var Eva Christina Cronstedt, vars mor Brita Österling var ättling till Carolus Lithman och Bureätten. I detta äktenskap föddes kaptenen i armén Johan Adlerhielm som slöt ätten på svärdssidan 1805. En av hans systrar, Fredrika Elisabeth Adlerhielm, som alltså härstammade från Bureätten, var gift med brukspatronen Daniel Jonson Borijn i hans tredje äktenskap. Söner till denne i hans tidigare äktenskap upptog namnet Burén, däribland Carl Daniel Burén, och blev stamfäder till ätterna Burenstam och af Burén.